# BPIFB1
BPIFB1‏ (BPI fold containing family B member 1) هوَ بروتين يُشَفر بواسطة جين BPIFB1 في الإنسان.